# IFK Norrköping
Idrottsföreningen Kamraterna Norrköping ili skraćeno IFK Norrköping je švedski nogometni klub iz Norrköpinga. Osnovan je 29. svibnja 1897. godine. Norrköping je jedan od najtrofejnijih nogometnih klubova u Švedskoj, osvojio je trinaest prvenstava, šest kupova te jedan superkup. Tradicionalne boje kluba su bijela i plava. Svoje domaće utakmice igra na stadionu Nya Parken, poznatijem po nazivu Östgötaporten, a koji može primiti 17.234 gledatelja.

## Vanjske poveznice
- Službena stranica